# Maria Francisca Eroles i Eroles
Maria Francesca Theodora Eroles i Eroles, Mariquita Tennant (Pla de Sant Tirs, Alt Urgell, 9 de novembre de 1807 - Windsor, Anglaterra, 1860) va protegir dones maltractades a mitjans del s. XIX a Windsor.
Va ser la filla gran d'Anton Eroles i Sancho de Cal Tirs i de Rosa Eroles i Navarro de Cal Marquet, tots dos del Pla de Sant Tirs. El seu pare va ser comandant dels miquelets d'Organyà entre 1821 i 1823 i va combatre, sota les ordres del general Espoz i Mina, aleshores Capità General de Catalunya, les tropes reialistes del Baró d'Eroles. Quan el general va haver d'exiliar-se a Londres a finals de 1823 per la invasió dels cent mil fills de Sant Lluís, Antonio Eroles el va seguir amb la dona i els quatre fills: Mariquita, Isidro, Antonio i  Rosa.
L'exili els va durar onze anys, però abans, el 1830 el pare, aleshores ascendit a Coronel, i el germà Isidro, com a oficial, van participar en l'expedició liberal als Pirineus promoguda pel general Espoz i Mina que va fracassar. Un any després, el desembre de 1831 la seva germana Rosa es va casar a l'església de St. Pancras, Londres, amb Francis Beaufort Edgeworth, fill d'un il·lustrat terratinent irlandès i el febrer de 1833, la Mariquita es va casar, també a St. Pancras, amb David Reid, fill d'un ric cerveser. Els dos matrimonis van anar a conviure a una casa de Florència, però el novembre de 1833, després de tirar-se per la finestra a conseqüència d'un atac epilèptic, en David va morir. Tampoc no va sobreviure la nena que els va néixer poc després, la Mary, única criatura que la Mariquita va dur al món al llarg de la seva vida. De tornada amb la seva germana i el seu cunyat a Londres, la Mariquita, ben coberta financerament pels Reid, va ajudar els pares i germans a tornar a Catalunya el 1834 i va finançar els estudis de Dret a Barcelona de l'Isidro. Poc després va trobar un segon pretendent, Robert Tennant, un llicenciat a Cambridge amic del seu cunyat Francis, que es va fer pastor anglicà. Es van casar el 1838 i van tornar a Florència. La Mariquita es va convertir a l'anglicanisme i va assumir amb convicció la tasca d'ajudar el marit, que va morir de sobte el juliol de 1842.
De tornada altra vegada a Londres es va relacionar amb el polític William Gladstone per publicar el llibre de sermons del seu difunt segon marit i, ajudada pels Reid, la família del primer marit, va anar a viure a The Limes, un gran casalot del segle xvi a Clewer, Windsor, junt a l'església de St. Andrew. Allà, en col·laboració amb el rector Thomas Carter, el 1849 va omplir casa seva de dones desvalgudes i quan van passar de 18, amb l'ajut financer de Gladstone, que acabava de fundar amb el bisbe d'Oxford l'Associació Penitenciària de l'Església Anglicana per a l'acolliment de dones esgarriades, van fundar una Casa de la Mercè a Clewer Hill de magdalenes. La Mariquita en va ser la directora durant quatre anys i va plegar adduint motius de salut. Aleshores el rector Carter va muntar l'orde de San Joan Baptista de religioses no contemplatives, i la va substituir per una vídua, Harriet Monsell, que en va ser  la primera mare superiora.
A partir de 1854 viu en un pis de Windsor, porta una oficina de captació de noies maltractades a prop dels pubs, manté el contacte amb la seva germana Rosa i els seus sis fills que viuen a Edgeworthstown, Irlanda, i l'estiu del 1858 participa en una festa d'homenatge al seu nebot gran, William Edgeworth, que els arrendataris d'Edgeworthstown li van oferir després d'haver estat ferit a la guerra de l'Índia. Després d'un parell d'ensurts greus amb la salut dels que semblava recuperada, el febrer de 1860 la Mariquita va morir i està enterrada en el cementiri que envolta l'església de St. Andrew.
El 21 de novembre del 2005, l'alcalde de Windsor i Maidenhead (Anglaterra) va col·locar, a The Limes una placa blava en honor seu que hi diu: ‘Mariquita Tennant va viure aquí i aquí va començar el seu treball d'ajudar les dones pobres de Windsor.’